# Cyperus dactylotes
Cyperus dactylotes är en halvgräsart som beskrevs av George Bentham. Cyperus dactylotes ingår i släktet papyrusar, och familjen halvgräs. Inga underarter finns listade i Catalogue of Life.